# إدوارد إل. بالمر جونيور
إدوارد إل. بالمر جونيور (بالإنجليزية: Edward L. Palmer, Jr.)‏ هو مهندس معماري أمريكي، ولد في 26 مايو 1877، وتوفي في 13 مايو 1952.